# Филип Вучков
Филип Николов Вучков (на лерински говор Въчков) е български просветен деец, общественик, духовник и революционер от Македония, борец за църковна независимост, един от най-видните български просветни, църковни и революционни дейци в Леринско.

## Биография
Роден е на 24 юли 1879 година в леринското село Буф, тогава в Османската империя, в семейството на видния борец за българска самостоятелна църква Никола Вучков. Филип Вучков получава основно образование в родното си село, след което учи в Битоля. Завършва Цариградската българска духовна семинария и пристига обратно в Буф в юни 1903 година, където попада в разгара в подготовката за въстание. Взима дейно участие в избухналото в следния месец Илинденско-Преображенско въстание с четата на Танас Ферманов. Участва в много сражения, като най-голямо е това при Буф.
След въстанието е арестуван. Според османските документи е българин, православен, обвинен в „даване на убежище и поддръжка чрез събиране на помощи за българската бунтовническа организация“. Осъден е от Извънредния съд на 3 години каторга и лежи в Битолския затвор. Амнистиран е с общата амнистия от 12 април 1904 година.
Става български учител. Преподава три години в леринското село Вощарани и четири години в Буф. Продължава да се занимава с революционна дейност и властите на два пъти го затварят за по шест месеца.
На 20 декември 1909 година в Скопие е ръкоположен за български екзархийски свещеник и е изпратен като енорийски свещеник в Буф, където служи четири години.
След като Буф попада в Гърция в 1913 година, Филип Вучков се изселва в Битоля, където служи три години. След това се изселва в Свободна България и три години е свещеник в село Еница, а след това 21 години в Кнежа.
След освобождението на Вардарска Македония заминава за Битоля, където служи три години като свещеник до края на българското управление в 1944 година.
Светият синод на Българската православна църква го награждава с протойерейско отличие.
Умира на 16 февруари 1951 година във Враца.